# Емілі Вотсон
Емілі Вотсон (англ. Emily Watson; нар. 14 січня 1967, Лондон) — англійська акторка театру та кіно. Двічі номінантка на премію «Оскар» за головні ролі у драмах «Розсікаючи хвилі» (1996) та «Гіларі і Джекі» (1998).

## Життєпис
Народилась 14 січня 1967 року в Лондоні. Її батько був архітектором, мати — професоркою англійської мови.
Емілі закінчила відділення англійської літератури Бристольського університету й намагалася вступити до Лондонської студії драматичного мистецтва, однак перша спроба була невдалою. Три роки вона працювала офіціанткою та клерком, після чого таки вступила до студії. У 1992 році прийнята у трупу Королівського Шекспірівського театру, де виконувала невеличкі ролі, середи яких найбільш помітною була роль Віоленти у п'єсі Шекспіра «Все добре, що добре закінчується». Перший успіх прийшов вже після виходу з трупи, у 1994 році, коли вона зіграла школярку Мері у п'єсі Ліліан Ґелман «Дитяча година».
У 1996 році дебютувала в кіно роллю Бесс у культовій картині Ларса фон Трієра «Розсікаючи хвилі». За цю роль отримала приз «Фелікс» як найкраща акторка 1996 року, нагороди New York Film Critics Circle Award і London Film Critics Circle Award, а також була номінована на «Оскар» та «Золотий глобус». Потім знялася у фільмах «Боксер» (1996), «Гіларі і Джекі» (1998), «Колиска буде гойдатися» (1999). За роль віолончелістки Жаклін дю Пре у драмі режисера Ананда Такера «Гіларі і Джекі» вчергове номінована на «Оскар» і «Золотий глобус».
Визначною була роль Мері О'Браєн у фантастичному бойовику-антиутопії «Еквілібріум» 2002-го року американського режисера Курта Віммера.
У 2005 році взяла участь в озвучуванні анімаційного фільму Тіма Бертона «Труп нареченої», номінованого на «Оскар». У тому ж році на екрани вийшов трилер «У кожного своя брехня» з Томом Вілкінсоном та Рупертом Евереттом, а за роль у картині «Життя та смерть Пітера Селерса» Вотсон отримала номінацію на премію «Золотий глобус».
У 2006 році Емілі Вотсон знялася в фільмі «Міс Поттер» Кріса Нунана з Рене Зеллвегер та Юеном МакГрегором. Серед інших робіт сімейна драма «Вау-Вау» з Гебріелом Бірном та Мірандою Річардсон, «Пропозиція» з Гаєм Пірсом, Ліамом Нісоном та Джоном Гертом, і «Водяний кінь: легенда глибин».
У 2008 році Вотсон з'явилась на великому екрані в режисерському дебюті прославленого сценариста Чарлі Кауфмана «Нью-Йорк, Нью-Йорк». Це стрічка про театрального режисера Кейдана Котарда (Філіп Сеймур Гоффман), життя котрого підкорене творчості, розумовим пошукам, жінкам та алкоголю.
Емілі Вотсон є ветераном лондонської театральної сцени. Серед її робіт — «Три сестри», «Дядя Ваня», «Дванадцята ніч, або Як вам завгодно» (дві останні поставлені режисером Семом Мендесом), «Веселі бідняки», «Дитяча година», «Все добре, що добре закінчується», «Приборкання норовливої» та інші.
У 2019 році знялася у британсько-американському мінісеріалі «Чорнобиль», відзначеному багатьма престижними нагородами в різних номінаціях. З 2024 року грає головну роль у науково-фантастичному серіалі «Дюна: Пророцтво».
Двічі виконувала другорядні ролі у драмах бельгійського режисера Тіма Мілантса — «Такі дрібниці» (2024), за яку була нагороджена призом Берлінського кінофестивалю, та «Стів» (2025). У 2025 році також зіграла мати Вільяма Шекспіра, Мері, у драмі «Гамнет».

## Особисте життя
У 1995 році одружилася з актором Джеком Вотерсом, із котрим грала у Королівському Шекспірівському театрі. Восени 2005 року народила дочку Джульєт, у 2008 році сина Ділана.

## Фільмографія
| Рік  |    | Українська назва                       | Оригінальна назва                    | Роль                          |
| ---- | -- | -------------------------------------- | ------------------------------------ | ----------------------------- |
| 1994 | тф | Сон у літній день                      | A Summer Day's Dream                 | Розалі                        |
| 1996 | ф  | Розсікаючи хвилі                       | Breaking the Waves                   | Бесс МакНіл                   |
| 1997 | тф | Млин на Флосі                          | The Mill on the Floss                | Меґґі Тулівер                 |
| 1997 | ф  | Метроленд                              | Metroland                            | Меріон                        |
| 1997 | ф  | Боксер                                 | The Boxer                            | Меґґі                         |
| 1998 | ф  | Гіларі і Джекі                         | Hilary and Jackie                    | Джекі                         |
| 1999 | ф  | Колиска буде гойдатися                 | Cradle Will Rock                     | Олів Стентон                  |
| 1999 | ф  | Прах Анджели                           | Angela’s Ashes                       | Анджела МакКурт               |
| 2000 | ф  | Тріксі                                 | Trixie                               | Тріксі Зарбо                  |
| 2000 | ф  | Захист Лужина                          | The Luzhin Defence                   | Наталя Каткова                |
| 2001 | ф  | Госфорд-парк                           | Gosford Park                         | Елсі                          |
| 2002 | ф  | Кохання, що збиває з ніг               | Punch-Drunk Love                     | Лєна Леонард                  |
| 2002 | ф  | Червоний дракон                        | Red Dragon                           | Ріба МакКлейн                 |
| 2002 | ф  | Еквілібріум                            | Equilibrium                          | Мері О’Брайєн                 |
| 2003 | ф  | Квіти та кров                          | Blossoms & Blood                     | Лєна Леонард                  |
| 2004 | мф | Повернення в Гайю                      | Back to Gaya                         | Аланта (озвучення)            |
| 2004 | ф  | Життя та смерть Пітера Селерса         | The Life and Death of Peter Sellers  | Ені Селерс                    |
| 2005 | ф  | Пропозиція                             | The Proposition                      | Марта Стенлі                  |
| 2005 | ф  | Вау-Вау                                | Wah-Wah                              | Рубі Комптон                  |
| 2005 | мф | Труп нареченої                         | Corpse Bride                         | Вікторія Еверґлот (озвучення) |
| 2005 | ф  | Тілоохоронець за наймом                | Separate Lies                        | Ен Менінг                     |
| 2006 | ф  | Хрестоносець у джинсах                 | Crusade in Jeans                     | Мері Вега                     |
| 2006 | ф  | Міс Поттер                             | Miss Potter                          | Мілі Ворн                     |
| 2007 | ф  | Водяний кінь: легенда глибин           | The Water Horse: Legend of the Deep  | Ен МакМорроу                  |
| 2008 | ф  | Світлячки в саду                       | Fireflies in the Garden              | Джейн Лоуренс                 |
| 2008 | тф | Дочка зберігача таємниці               | The Memory Keeper’s Daughter         | Керолайн Джил                 |
| 2008 | ф  | Нью-Йорк, Нью-Йорк                     | Synecdoche, New York                 | Теммі                         |
| 2009 | ф  | Холодні душі                           | Cold Souls                           | Клер                          |
| 2009 | ф  | Всередині вихору                       | Within the Whirlwind                 | Евгенія Гінзбург              |
| 2010 | ф  | Містечко Семетрі                       | Cemetery Junction                    | Місіс Кендрік                 |
| 2010 | ф  | Сонце і помаранчі                      | Oranges and Sunshine                 | Маргарет Гамфріс              |
| 2011 | ф  | Бойовий кінь                           | War Horse                            | мати Альберта                 |
| 2012 | ф  | Анна Кареніна                          | Anna Karenina                        | графиня Лідія Іванівна        |
| 2013 | ф  | Деякі дівчата                          | Some Girl(s)                         | Ліндсей                       |
| 2013 | ф  | Чоловік жінки-політика                 | The Politician's Husband             | Фрейя Гойнс                   |
| 2013 | ф  | Книжковий злодій                       | The Book Thief                       | Роза                          |
| 2013 | ф  | Малюк                                  | Little Boy                           | Ема Бьосбі                    |
| 2013 | ф  | Бель                                   | Belle                                | леді Менсфілд                 |
| 2014 | ф  | Теорія всього                          | The Theory of Everything             | Беріл Вайлд                   |
| 2014 | ф  | Спогади про майбутнє                   | Testament of Youth                   | місіс Брітен                  |
| 2015 | ф  | Моллі Мун і чарівний підручник гіпнозу | Molly Moon: The Incredible Hypnotist | міс Трінклбері                |
| 2015 | ф  | Еверест                                | Everest                              | Гелен Вілтон                  |
| 2015 | ф  | Костюмер                               | The Dresser                          | «Її світлість» / Корделія     |
| 2017 | ф  | Кінгсман: Золоте кільце                | Kingsman: The Golden Circle          | Фокс                          |
| 2017 | мф | Ми – монстри                           | Monster Family                       | Емма Вішборн (озвучення)      |
| 2018 | ф  | Щасливий принц                         | The Happy Prince                     | Констанція Голланд            |
| 2019 | с  | Чорнобиль                              | Chernobyl                            | Уляна Хом'юк (4 епізоди)      |
| 2020 | с  | Третій день                            | The Third Day                        | місіс Мартін (6 епізодів)     |
| 2021 | мф | Ми – монстри 2                         | Monster Family 2                     | Емма Вішборн (озвучення)      |
| 2024 | с  | Дюна: Пророцтво                        | Dune: Prophecy                       | Валя Гарконнен (6 епізодів)   |
| 2024 | ф  | Такі дрібниці                          | Small Things Like These              | сестра Мері                   |
| 2025 | ф  | Очі: Легенда Карпат                    | The Legend of Ochi                   | Даша                          |
| 2025 | ф  | Гамнет                                 | Hamnet                               | Мері Шекспір                  |
| 2025 | ф  | Стів                                   | Steve                                |                               |

## Нагороди та номінації

### Нагороди
- 2012 — премія BAFTA TV — найкраща жіноча роль, за міні-серіал «Попечітель».
- 2015 — почесна нагорода «Доностія» за вклад у кінематограф на кінофестивалі у Сан-Себастьяні[2]..

### Номінації
- 1997 — Премія «Оскар» — найкраща жіноча роль, за фільм «Розсікаючи хвилі»
- 1997 — Премія «Золотий глобус» — найкраща жіноча роль у драмі, за фільм «Розсікаючи хвилі»
- 1997 — Премія BAFTA — найкраща жіноча роль, за фільм «Розсікаючи хвилі»
- 1999 — Премія «Оскар» — найкраща жіноча роль, за фільм «Гіларі і Джекі»
- 1999 — Премія «Золотий глобус» — найкраща жіноча роль в драмі, за фільм «Гіларі і Джекі»
- 1999 — Премія BAFTA — найкраща жіноча роль, за фільм «Гіларі і Джекі»
- 1999 — Премія Ґільдії кіноакторів США — найкраща жіноча роль, за фільм «Гіларі і Джекі»
- 2000 — Премія BAFTA — найкраща жіноча роль, за фільм «Прах Анджели»
- 2005 — Премія «Золотий глобус» — найкраща жіноча роль другого плану в міні-серіалі чи телефільмі, за телефільм «Життя та смерть Пітера Селерса»
- 2012 — Премія «Золотий глобус» — найкраща жіноча роль в міні-серіалі чи телефільмі, за міні-серіал «Попечітель»
- 2012 — Премія Ґільдії кіноакторів США — найкраща жіноча роль в телефільмі чи міні-серіалі, за міні-серіал «Попечітель»